# Сауленко Олександр Федорович
Олекса́ндр Фе́дорович Сау́ленко (9 травня 1962, Новопетрівка, УРСР) — український проросійський політик і підприємець, колаборант з Росією. Очільник окупаційної адміністрації Бердянська (2022–2025).

## Життєпис
Народився у селі Новопетрівка (що на схід від Бердянська.
Певний час працював у Росії на заробітках. Підтримував політику Партії Регіонів, був членом партії «Союз Лівих Сил», що відстоювала «нейтральний статус» України.
Був одним зі співзасновників ТОВ «Бердянська керуюча компанія» та ТОВ «Азов Буд Партнер».
2020 року балотувався до Новопетрівської сільської ради від партії «За Майбутнє», однак поступився конкурентам.
Після початку широкомасштабного вторгнення Росії на територію України наприкінці зими 2022 року зайняв сторону окупантів. 20 березня проголосив себе «виконуючим обов'язки мера» та очільником окупаційної адміністрації Бердянська. Сауленко назвав росіян «братським народом» та закликав налагодити з ними мирне життя.
2 травня того ж року радник глави Офісу президента України Михайло Подоляк повідомив, що Олександр Сауленко раніше був засуджений за педофілію.
13 травня 2025 року Олександра Сауленка було звільнено з посади гауляйтера Бердянська.